# Edvard Lehmann

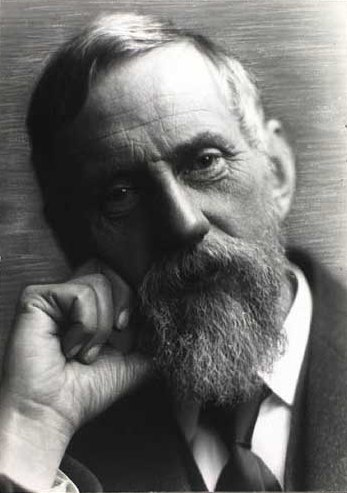
Edvard Lehmann

Johannes Edvard Lehmann (* 19. August 1862 in Kopenhagen; † 23. März 1930 ebenda) war ein dänischer Religionshistoriker.

## Leben
Lehmann stammte aus einer deutschstämmigen Gelehrten- und Beamtendynastie. Er war ein Sohn des Arztes Heinrich Lehmann (1815–1890) und Neffe von Orla Lehmann. Sein eigener Sohn war der Chemiker Jörgen Lehmann.
Von 1880 bis 1886 studierte Lehmann Evangelische Theologie an der Universität Kopenhagen, zeitweise auch an der Universität Lund. Anschließend arbeitete er als Lehrer in Kopenhagen und Kalundborg. Von 1892 bis 1897 konnte er mit Hilfe eines Stipendiums an Universitäten in Deutschland, den Niederlanden, England, Frankreich und Italien studieren. Als Schüler von Pierre Daniel Chantepie de la Saussaye verfasste er einige Abschnitte für dessen Lehrbuch der Religionsgeschichte (2. Aufl. 1897). 1896 mit einer in Kopenhagen eingereichten Arbeit über Forholdet mellem Religion og Kultur i Avesta zum Dr. phil. promoviert, erhielt er 1900 die erste in Dänemark eingerichtete Dozentur für Religionsgeschichte.
1910 wurde Lehmann zum Professor für Religionsgeschichte und Religionsphilosophie an die Friedrich-Wilhelms-Universität Berlin berufen und erwarb im selben Jahr an der Universität Leiden den Grad des Dr. theol. Schon 1913 wechselte er aber auf die Professur für theologische Enzyklopädie an der Universität Lund. Auch hier beschäftigte er sich überwiegend mit Religionsgeschichte. Nach der Emeritierung 1927 kehrte er nach Dänemark zurück.

## Schriften
Lehmann schrieb und veröffentlichte überwiegend in Dänisch und Schwedisch, aber auch in Deutsch:
- Mystik im Heidentum und Christentum. Deutsche Übersetzung von Anna Grundtvig. Teubner, Leipzig 1908.
- Textbuch zur Religionsgeschichte. A. Deichert, Leipzig 1912 (Herausgeber). Zweite, erweiterte und verbesserte Auflage, Leipzig, Erlangen 1922 Digitalisat
- Sören Kierkegaard (= Die Klassiker der Religion. Bd. 8/9). Protestantischer Schriftenvertrieb, Berlin 1913 (Herausgeber und Übersetzer).
- Die Anfänge der Religion und die Religion der primitiven Völker. In: Religionen des Orients und die altgermanische Religion. 2. Auflage. Teubner, Leipzig/Berlin 1913, S. 1–32.
- Die Religionen. Kurzgefaßte Religionsgeschichte. Dürr’sche Buchhandlung, Leipzig 1924.
- Grundtvig. Deutsch von Andreas Öster. Mohr, Tübingen 1932.